# Klaus Maria Brandauer
Klaus Maria Brandauer, född 22 juni 1943 i Bad Aussee, Steiermark, är en österrikisk skådespelare och regissör. Han är bland annat känd som Bondskurken Largo i filmen Never Say Never Again. Han Oscarnominerades för Mitt Afrika (1985).

## Filmografi i urval
- 1981 – Mephisto
- 1983 – Never Say Never Again
- 1985 – Mitt Afrika
- 1985 – Överste Redl
- 1988 – Hanussen
- 1989 – Franska revolutionen
- 1990 – Ryska huset
- 2000 – Dykaren
- 2001 – Kampen om Gallien